# 測地線

或る測地線の球面においてはその大円が在る。赤い線でなぞった測地線の跡は、点PとQでの採り得る最短距離を表す。対蹠点 uとvでは、幾つかの測地線が最短距離となる。

微分幾何学において測地線（そくちせん、英: geodesic）とは、曲面（より一般的にはリーマン多様体）上の曲線であって、その上の十分近い2つの離れた点が最短線で結ばれた曲線を言う。ユークリッド空間における直線の概念を、曲がった空間において一般化したものである。「測地線」という用語は、地球の大きさと形状を測定する学問である測地学に由来する。本来の意味では、測地線は地表の2点間の最短ルートであり、球体形状の地球の場合、大円の一部となる。測地線の中でその長さが最小のものは最短測地線という。
リーマン空間において、ある曲線が曲面上の測地線となるための必要十分条件は、曲線の主法線と曲面の接平面の法線とが曲線に沿って常に一致することである。
この概念は、数学的な空間にも拡張され、例えばグラフ理論ではグラフ上の2つの頂点 (vertex) や結節点 (node) 間の測地線が定義されている。一般相対性理論では、光は曲がった空間での測地線を進むという原理に基づいて構築されている。

## 概要
1697年、ヨハン・ベルヌーイは、曲面上の２点をその曲面上で結び、その長さを最小にする問題を考え、このような長さの最も短い曲線を、この曲面上の測地線（geodesic）と呼んだ。そして、測地線上の点での接平面の法線がその点で曲面に垂直であることを発見した。1698年、ヤコブ・ベルヌーイは円筒、円錐、回転面上の測地線を求めた。1728年、レオンハルト・オイラーは自身の開発した変分法を用いて、曲面上の測地線が満たす微分方程式を導出した。
典型的な測地線は、測地学の対象でもある地球上の2点を結ぶ最短曲線である。地球を単純に球面であるとする。例えば、東京とニューヨークの間を最短距離で移動するためには、東京とニューヨークを通る大円に沿った移動を行えばよく、この大円の一部こそ、測地線と呼ばれるものになる。
2点間の最短距離を示す曲線は測地線となるので、2点を結ぶ測地線の中で最短のものが2点の最短距離を示すと考えてよい。その意味で、測地線というのは、2点間の最短距離を測るための曲線の候補の集まりであるともいえる。ちなみに、2点を北極と南極のような対極の位置に取れば、この2点を結ぶ最短測地線は無数にあることにも注意されたい。
球面では測地線は閉曲線となるが、回転楕円体面上など一般には測地線は閉曲線とならない。

## 測地線の方程式
計量テンソル {\displaystyle g_{ij}}を持つリーマン多様体上の微分可能な曲線{\displaystyle x(t)_{}^{}}のある一点 {\displaystyle x(t_{1})} から他の一点 {\displaystyle x(t_{2})} までの長さ S は積分
{\displaystyle S\left(=\int _{s_{1}}^{s_{2}}\mathrm {d} s=\int _{t_{1}}^{t_{2}}{\frac {\mathrm {d} s}{\mathrm {d} t}}\mathrm {d} t\right)=\int _{t_{1}}^{t_{2}}{\sqrt {g_{ij}{\frac {\mathrm {d} x^{i}}{\mathrm {d} t}}{\frac {\mathrm {d} x^{j}}{\mathrm {d} t}}}}\mathrm {d} t=\int _{t_{1}}^{t_{2}}F(x,{\dot {x}})\mathrm {d} t}
で与えられる。この変分 {\displaystyle \delta S} について {\displaystyle \delta S=0} となる曲線 {\displaystyle x(t)} をそのリーマン多様体の測地線と呼ぶ。この曲線 {\displaystyle x(t)} について {\displaystyle \delta S=0} となるための必要十分条件は曲線 {\displaystyle x(t)} がオイラー＝ラグランジュ方程式
{\displaystyle {\frac {\mathrm {d} }{\mathrm {d} t}}\left({\frac {\partial F}{\partial {\dot {x}}^{a}}}\right)-{\frac {\partial F}{\partial x^{a}}}=0} 　ただし、{\displaystyle F={\sqrt {g_{ij}{\dot {x}}^{i}{\dot {x}}^{j}}}}
を満たすことである。
{\displaystyle {\frac {\mathrm {d} }{\mathrm {d} t}}\left({\frac {\partial F}{\partial {\dot {x}}^{a}}}\right)-{\frac {\partial F}{\partial x^{a}}}={\frac {\mathrm {d} }{\mathrm {d} t}}\left({\frac {g_{ai}{\dot {x}}^{i}}{\frac {\mathrm {d} s}{\mathrm {d} t}}}\right)-{\frac {1}{2}}{\frac {{\frac {\partial g_{ij}}{\partial x^{a}}}{\dot {x}}^{i}{\dot {x}}^{j}}{\frac {\mathrm {d} s}{\mathrm {d} t}}}={\frac {g_{ai}{\ddot {x}}^{i}}{\dot {s}}}+{\frac {{\frac {\partial g_{ai}}{\partial x^{j}}}{\dot {x}}^{i}{\dot {x}}^{j}}{\dot {s}}}-{\frac {g_{ai}{\dot {x}}^{i}{\ddot {s}}}{\left({\dot {s}}\right)^{2}}}-{\frac {1}{2}}{\frac {{\frac {\partial g_{ij}}{\partial x^{a}}}{\dot {x}}^{i}{\dot {x}}^{j}}{\dot {s}}}=0}
整理すると、
{\displaystyle g_{ai}\left({\ddot {x}}^{i}-{\dot {x}}^{i}{\frac {\ddot {s}}{\dot {s}}}\right)+{\frac {\partial g_{ai}}{\partial x^{j}}}{\dot {x}}^{i}{\dot {x}}^{j}-{\frac {1}{2}}{\frac {\partial g_{ij}}{\partial x^{a}}}{\dot {x}}^{i}{\dot {x}}^{j}=g_{ai}\left({\ddot {x}}^{i}-{\dot {x}}^{i}{\frac {\ddot {s}}{\dot {s}}}\right)+{\frac {1}{2}}\left({\frac {\partial g_{ai}}{\partial x^{j}}}+{\frac {\partial g_{aj}}{\partial x^{i}}}-{\frac {\partial g_{ij}}{\partial x^{a}}}\right){\dot {x}}^{i}{\dot {x}}^{j}=0}
となる。上式に {\displaystyle g^{ka}} を掛け合わせ a に関して足しあわせを行うと、
{\displaystyle \delta _{i}^{k}\left({\ddot {x}}^{i}-{\dot {x}}^{i}{\frac {\ddot {s}}{\dot {s}}}\right)+{\frac {1}{2}}g^{ka}\left({\frac {\partial g_{ai}}{\partial x^{j}}}+{\frac {\partial g_{aj}}{\partial x^{i}}}-{\frac {\partial g_{ij}}{\partial x^{a}}}\right){\dot {x}}^{i}{\dot {x}}^{j}={\ddot {x}}^{k}-{\dot {x}}^{k}{\frac {\ddot {s}}{\dot {s}}}+{\frac {1}{2}}g^{ka}\left({\frac {\partial g_{ai}}{\partial x^{j}}}+{\frac {\partial g_{aj}}{\partial x^{i}}}-{\frac {\partial g_{ij}}{\partial x^{a}}}\right){\dot {x}}^{i}{\dot {x}}^{j}=0}
となるが、ここで弧長 s を媒介変数の一次関数と置き直せば {\displaystyle {\ddot {s}}=0} となる。特に媒介変数 t を弧長 s と置き直せばより簡単になり、
{\displaystyle {\frac {\mathrm {d} ^{2}x^{k}}{\mathrm {d} s^{2}}}+{\frac {1}{2}}g^{ka}\left({\frac {\partial g_{ai}}{\partial x^{j}}}+{\frac {\partial g_{aj}}{\partial x^{i}}}-{\frac {\partial g_{ij}}{\partial x^{a}}}\right){\frac {\mathrm {d} x^{i}}{\mathrm {d} s}}{\frac {\mathrm {d} x^{j}}{\mathrm {d} s}}=0}
を得る。最後にクリストッフェル記号
{\displaystyle \left\{{{k} \atop {ij}}\right\}={\frac {1}{2}}g^{ka}\left({\frac {\partial g_{ai}}{\partial x^{j}}}+{\frac {\partial g_{aj}}{\partial x^{i}}}-{\frac {\partial g_{ij}}{\partial x^{a}}}\right)}
で置き直せば、上式は、
{\displaystyle {\frac {\mathrm {d} ^{2}x^{k}}{\mathrm {d} s^{2}}}+\left\{{{k} \atop {ij}}\right\}{\frac {\mathrm {d} x^{i}}{\mathrm {d} s}}{\frac {\mathrm {d} x^{j}}{\mathrm {d} s}}=0}
と表されることになる。これを測地線の方程式（geodesic equation）という。
{\displaystyle s}は{\displaystyle x(s)}の始点からの長さを表す弧長パラメータである。たとえば、3次元の空間が平坦である場合は、{\displaystyle g_{\mu \nu }^{}={\rm {diag}}(1,1,1)}であり、接続はすべて0となる為、測地線の方程式は単に
{\displaystyle {\frac {d^{2}x^{i}}{ds^{2}}}=0}
となる。つまり、{\displaystyle x^{i}}は{\displaystyle s}の1次式であり
通常の直線の方程式を表すこととなる。
この方程式は、最短測地線の満たすべき「2点間の最短距離を示す」という性質、或いは、「測地線
{\displaystyle x(\tau )}の接ベクトル場はレヴィ-チビタ接続（リーマン接続）に関して平行である」という性質により導かれる。
繰り返しになるが、微分方程式は局所的な情報を与えるものなので、大域的な曲線の長さなどを表すものではなく、したがってこの方程式で定義される測地線が必ずしも最短測地線とはならないことに注意されたい。

## 応用例
一般相対性理論では時空を4次元の擬リーマン多様体として記述する。時空上の試験粒子（時空への重力的な反作用を与えない仮想的な質点である。電荷やスピンなどの性質は通常持たないと考える）や光の経路は測地線で記述されると考えられている。いわゆる自由落下している物体の軌跡は測地線で表されると考えるのである。たとえば、地上でボールを放り投げたときに描く放物線も4次元の時空の中でその軌跡を捉えれば測地線である。一般相対性理論では測地線は時空の因果構造を定義するときに重要な役割を果たす。ブラックホールの定義や特異点定理、そのほか数学的な時空の定式化には欠かせない道具である。

## 回転楕円体面上の測地線
回転楕円体面上の測地線は、地球の場合に大圏コースに対応する。経線に沿う測地線は子午線弧 。